# Niederschlesische Fußballmeisterschaft

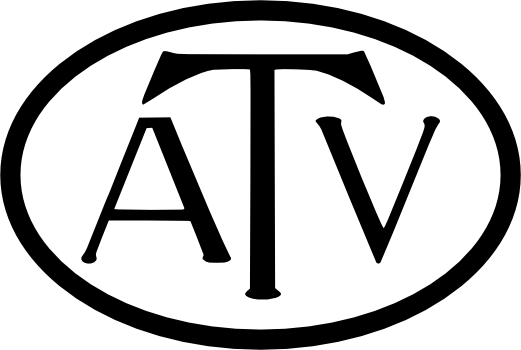
ATV Liegnitz
11 Mal Niederschlesischer Meister

Von 1906 bis 1933 wurde der niederschlesische Fußballmeister der Männer im Südostdeutschen Fußball-Verband (SOFV) ausgespielt, wobei der ATV Liegnitz die meisten Titel errungen hat. Der Niederschlesische Meister qualifizierte sich für die Endrunde um die südostdeutsche Meisterschaft.

## Geschichte
Die niederschlesische Fußballmeisterschaft wurde zu Beginn in einer Gruppe ausgetragen. Ab 1913 wurde die Meisterschaft in mehrere Gaue unterteilt, deren Sieger die niederschlesische Meisterschaft ausspielten. Die Einteilung der Gaue variierte, bis 1920 gab es die Gaue Liegnitz und Schweidnitz. 1921 wurden zusätzlich die Gaue Glogau, Waldenburg und Wohlau geschaffen. Ab 1923 gab es nur noch zwei Gruppen (Liegnitz A und Liegnitz B), die jedoch bereits 1924 um eine Gruppe (Liegnitz C) erweitert wurde. 1925 spielte man dann erneut in zwei Gruppen und ab 1926 gab es nur noch eine Gruppe, die die niederschlesische Fußballmeisterschaft im Rundenturnier austrug. Ab der Saison 1929/30 durfte auch der Vizemeister Niederschlesiens an der südostdeutschen Endrunde teilnehmen.
Dominiert wurde die niederschlesische Meisterschaft von Vereinen aus Liegnitz. Der ATV Liegnitz wurde zehnmal hintereinander Meister. Ende der 1920er und Anfang der 1930er dominierte dann der VfB Liegnitz mit sieben Meisterschaften hintereinander. Zu keiner Zeit jedoch konnte man, außer 1912, ernsthaft um die südostdeutsche Meisterschaft mitspielen. Mannschaften aus Breslau, Oberschlesien oder der Niederlausitz gewannen regelmäßig in der Endrunde gegen niederschlesische Mannschaften. Einziger nennenswerter überregionaler Erfolg war der Titelgewinn des ATV Liegnitz 1912 und die daraufhin erfolgte Teilnahme an der deutschen Fußballmeisterschaft 1911/12, sowie die südostdeutsche Vizemeisterschaft 1931, welche durch Losentscheid zustande gekommen war. Im Zuge der Gleichschaltung wurde der Südostdeutsche Fußball-Verband wenige Monate nach der Machtübernahme der Nationalsozialisten im Jahre 1933 aufgelöst. Somit hörte auch die Bezirksklasse Niederschlesien auf zu existieren. Die Vereine wurden ab 1933 der Gauliga Schlesien bzw. deren Unterbau zugeordnet.
| Saison  | Bezirk Niederschlesien        | Bezirk Niederschlesien        | Bezirk Niederschlesien        | Bezirk Niederschlesien        | Bezirk Niederschlesien        | Bezirk Niederschlesien        | Bezirk Niederschlesien        | Bezirk Niederschlesien        | Bezirk Niederschlesien        | Bezirk Niederschlesien        | Bezirk Niederschlesien        | Bezirk Niederschlesien        | Bezirk Niederschlesien        | Bezirk Niederschlesien        | Bezirk Niederschlesien        | Bezirk Niederschlesien        | Bezirk Niederschlesien        | Bezirk Niederschlesien        | Bezirk Niederschlesien        | Bezirk Niederschlesien        | Bezirk Niederschlesien        | Bezirk Niederschlesien        | Bezirk Niederschlesien        | Bezirk Niederschlesien        | Bezirk Niederschlesien        | Bezirk Niederschlesien        | Bezirk Niederschlesien        | Bezirk Niederschlesien        | Bezirk Niederschlesien        | Bezirk Niederschlesien        |
| ------- | ----------------------------- | ----------------------------- | ----------------------------- | ----------------------------- | ----------------------------- | ----------------------------- | ----------------------------- | ----------------------------- | ----------------------------- | ----------------------------- | ----------------------------- | ----------------------------- | ----------------------------- | ----------------------------- | ----------------------------- | ----------------------------- | ----------------------------- | ----------------------------- | ----------------------------- | ----------------------------- | ----------------------------- | ----------------------------- | ----------------------------- | ----------------------------- | ----------------------------- | ----------------------------- | ----------------------------- | ----------------------------- | ----------------------------- | ----------------------------- |
| 1906/07 | Bezirksklasse Niederschlesien | Bezirksklasse Niederschlesien | Bezirksklasse Niederschlesien | Bezirksklasse Niederschlesien | Bezirksklasse Niederschlesien | Bezirksklasse Niederschlesien | Bezirksklasse Niederschlesien | Bezirksklasse Niederschlesien | Bezirksklasse Niederschlesien | Bezirksklasse Niederschlesien | Bezirksklasse Niederschlesien | Bezirksklasse Niederschlesien | Bezirksklasse Niederschlesien | Bezirksklasse Niederschlesien | Bezirksklasse Niederschlesien | Bezirksklasse Niederschlesien | Bezirksklasse Niederschlesien | Bezirksklasse Niederschlesien | Bezirksklasse Niederschlesien | Bezirksklasse Niederschlesien | Bezirksklasse Niederschlesien | Bezirksklasse Niederschlesien | Bezirksklasse Niederschlesien | Bezirksklasse Niederschlesien | Bezirksklasse Niederschlesien | Bezirksklasse Niederschlesien | Bezirksklasse Niederschlesien | Bezirksklasse Niederschlesien | Bezirksklasse Niederschlesien | Bezirksklasse Niederschlesien |
| 1907/08 | Bezirksklasse Niederschlesien | Bezirksklasse Niederschlesien | Bezirksklasse Niederschlesien | Bezirksklasse Niederschlesien | Bezirksklasse Niederschlesien | Bezirksklasse Niederschlesien | Bezirksklasse Niederschlesien | Bezirksklasse Niederschlesien | Bezirksklasse Niederschlesien | Bezirksklasse Niederschlesien | Bezirksklasse Niederschlesien | Bezirksklasse Niederschlesien | Bezirksklasse Niederschlesien | Bezirksklasse Niederschlesien | Bezirksklasse Niederschlesien | Bezirksklasse Niederschlesien | Bezirksklasse Niederschlesien | Bezirksklasse Niederschlesien | Bezirksklasse Niederschlesien | Bezirksklasse Niederschlesien | Bezirksklasse Niederschlesien | Bezirksklasse Niederschlesien | Bezirksklasse Niederschlesien | Bezirksklasse Niederschlesien | Bezirksklasse Niederschlesien | Bezirksklasse Niederschlesien | Bezirksklasse Niederschlesien | Bezirksklasse Niederschlesien | Bezirksklasse Niederschlesien | Bezirksklasse Niederschlesien |
| 1908/09 | Bezirksklasse Niederschlesien | Bezirksklasse Niederschlesien | Bezirksklasse Niederschlesien | Bezirksklasse Niederschlesien | Bezirksklasse Niederschlesien | Bezirksklasse Niederschlesien | Bezirksklasse Niederschlesien | Bezirksklasse Niederschlesien | Bezirksklasse Niederschlesien | Bezirksklasse Niederschlesien | Bezirksklasse Niederschlesien | Bezirksklasse Niederschlesien | Bezirksklasse Niederschlesien | Bezirksklasse Niederschlesien | Bezirksklasse Niederschlesien | Bezirksklasse Niederschlesien | Bezirksklasse Niederschlesien | Bezirksklasse Niederschlesien | Bezirksklasse Niederschlesien | Bezirksklasse Niederschlesien | Bezirksklasse Niederschlesien | Bezirksklasse Niederschlesien | Bezirksklasse Niederschlesien | Bezirksklasse Niederschlesien | Bezirksklasse Niederschlesien | Bezirksklasse Niederschlesien | Bezirksklasse Niederschlesien | Bezirksklasse Niederschlesien | Bezirksklasse Niederschlesien | Bezirksklasse Niederschlesien |
| 1909/10 | Bezirksklasse Niederschlesien | Bezirksklasse Niederschlesien | Bezirksklasse Niederschlesien | Bezirksklasse Niederschlesien | Bezirksklasse Niederschlesien | Bezirksklasse Niederschlesien | Bezirksklasse Niederschlesien | Bezirksklasse Niederschlesien | Bezirksklasse Niederschlesien | Bezirksklasse Niederschlesien | Bezirksklasse Niederschlesien | Bezirksklasse Niederschlesien | Bezirksklasse Niederschlesien | Bezirksklasse Niederschlesien | Bezirksklasse Niederschlesien | Bezirksklasse Niederschlesien | Bezirksklasse Niederschlesien | Bezirksklasse Niederschlesien | Bezirksklasse Niederschlesien | Bezirksklasse Niederschlesien | Bezirksklasse Niederschlesien | Bezirksklasse Niederschlesien | Bezirksklasse Niederschlesien | Bezirksklasse Niederschlesien | Bezirksklasse Niederschlesien | Bezirksklasse Niederschlesien | Bezirksklasse Niederschlesien | Bezirksklasse Niederschlesien | Bezirksklasse Niederschlesien | Bezirksklasse Niederschlesien |
| 1910/11 | Bezirksklasse Niederschlesien | Bezirksklasse Niederschlesien | Bezirksklasse Niederschlesien | Bezirksklasse Niederschlesien | Bezirksklasse Niederschlesien | Bezirksklasse Niederschlesien | Bezirksklasse Niederschlesien | Bezirksklasse Niederschlesien | Bezirksklasse Niederschlesien | Bezirksklasse Niederschlesien | Bezirksklasse Niederschlesien | Bezirksklasse Niederschlesien | Bezirksklasse Niederschlesien | Bezirksklasse Niederschlesien | Bezirksklasse Niederschlesien | Bezirksklasse Niederschlesien | Bezirksklasse Niederschlesien | Bezirksklasse Niederschlesien | Bezirksklasse Niederschlesien | Bezirksklasse Niederschlesien | Bezirksklasse Niederschlesien | Bezirksklasse Niederschlesien | Bezirksklasse Niederschlesien | Bezirksklasse Niederschlesien | Bezirksklasse Niederschlesien | Bezirksklasse Niederschlesien | Bezirksklasse Niederschlesien | Bezirksklasse Niederschlesien | Bezirksklasse Niederschlesien | Bezirksklasse Niederschlesien |
| 1911/12 | Bezirksklasse Niederschlesien | Bezirksklasse Niederschlesien | Bezirksklasse Niederschlesien | Bezirksklasse Niederschlesien | Bezirksklasse Niederschlesien | Bezirksklasse Niederschlesien | Bezirksklasse Niederschlesien | Bezirksklasse Niederschlesien | Bezirksklasse Niederschlesien | Bezirksklasse Niederschlesien | Bezirksklasse Niederschlesien | Bezirksklasse Niederschlesien | Bezirksklasse Niederschlesien | Bezirksklasse Niederschlesien | Bezirksklasse Niederschlesien | Bezirksklasse Niederschlesien | Bezirksklasse Niederschlesien | Bezirksklasse Niederschlesien | Bezirksklasse Niederschlesien | Bezirksklasse Niederschlesien | Bezirksklasse Niederschlesien | Bezirksklasse Niederschlesien | Bezirksklasse Niederschlesien | Bezirksklasse Niederschlesien | Bezirksklasse Niederschlesien | Bezirksklasse Niederschlesien | Bezirksklasse Niederschlesien | Bezirksklasse Niederschlesien | Bezirksklasse Niederschlesien | Bezirksklasse Niederschlesien |
| 1912/13 | Gau Liegnitz                  | Gau Liegnitz                  | Gau Liegnitz                  | Gau Liegnitz                  | Gau Liegnitz                  | Gau Liegnitz                  | Gau Liegnitz                  | Gau Liegnitz                  | Gau Liegnitz                  | Gau Liegnitz                  | Gau Liegnitz                  | Gau Liegnitz                  | Gau Liegnitz                  | Gau Liegnitz                  | Gau Liegnitz                  | Gau Schweidnitz               | Gau Schweidnitz               | Gau Schweidnitz               | Gau Schweidnitz               | Gau Schweidnitz               | Gau Schweidnitz               | Gau Schweidnitz               | Gau Schweidnitz               | Gau Schweidnitz               | Gau Schweidnitz               | Gau Schweidnitz               | Gau Schweidnitz               | Gau Schweidnitz               | Gau Schweidnitz               | Gau Schweidnitz               |
| 1913/14 | Gau Brieg                     | Gau Brieg                     | Gau Brieg                     | Gau Brieg                     | Gau Brieg                     | Gau Brieg                     | Gau Brieg                     | Gau Brieg                     | Gau Brieg                     | Gau Brieg                     | Gau Glogau                    | Gau Glogau                    | Gau Glogau                    | Gau Glogau                    | Gau Glogau                    | Gau Glogau                    | Gau Glogau                    | Gau Glogau                    | Gau Glogau                    | Gau Glogau                    | Gau Liegnitz                  | Gau Liegnitz                  | Gau Liegnitz                  | Gau Liegnitz                  | Gau Liegnitz                  | Gau Liegnitz                  | Gau Liegnitz                  | Gau Liegnitz                  | Gau Liegnitz                  | Gau Liegnitz                  |
| 1919/20 | Gau Liegnitz                  | Gau Liegnitz                  | Gau Liegnitz                  | Gau Liegnitz                  | Gau Liegnitz                  | Gau Liegnitz                  | Gau Liegnitz                  | Gau Liegnitz                  | Gau Liegnitz                  | Gau Liegnitz                  | Gau Liegnitz                  | Gau Liegnitz                  | Gau Liegnitz                  | Gau Liegnitz                  | Gau Liegnitz                  | Gau Schweidnitz               | Gau Schweidnitz               | Gau Schweidnitz               | Gau Schweidnitz               | Gau Schweidnitz               | Gau Schweidnitz               | Gau Schweidnitz               | Gau Schweidnitz               | Gau Schweidnitz               | Gau Schweidnitz               | Gau Schweidnitz               | Gau Schweidnitz               | Gau Schweidnitz               | Gau Schweidnitz               | Gau Schweidnitz               |
| 1920/21 | Gau Glogau                    | Gau Glogau                    | Gau Glogau                    | Gau Glogau                    | Gau Glogau                    | Gau Glogau                    | Gau Liegnitz                  | Gau Liegnitz                  | Gau Liegnitz                  | Gau Liegnitz                  | Gau Liegnitz                  | Gau Liegnitz                  | Gau Schweidnitz               | Gau Schweidnitz               | Gau Schweidnitz               | Gau Schweidnitz               | Gau Schweidnitz               | Gau Schweidnitz               | Gau Waldenburg                | Gau Waldenburg                | Gau Waldenburg                | Gau Waldenburg                | Gau Waldenburg                | Gau Waldenburg                | Gau Wohlau                    | Gau Wohlau                    | Gau Wohlau                    | Gau Wohlau                    | Gau Wohlau                    | Gau Wohlau                    |
| 1921/22 | Gau Glogau                    | Gau Glogau                    | Gau Glogau                    | Gau Glogau                    | Gau Glogau                    | Gau Glogau                    | Gau Liegnitz                  | Gau Liegnitz                  | Gau Liegnitz                  | Gau Liegnitz                  | Gau Liegnitz                  | Gau Liegnitz                  | Gau Schweidnitz               | Gau Schweidnitz               | Gau Schweidnitz               | Gau Schweidnitz               | Gau Schweidnitz               | Gau Schweidnitz               | Gau Waldenburg                | Gau Waldenburg                | Gau Waldenburg                | Gau Waldenburg                | Gau Waldenburg                | Gau Waldenburg                | Gau Wohlau                    | Gau Wohlau                    | Gau Wohlau                    | Gau Wohlau                    | Gau Wohlau                    | Gau Wohlau                    |
| 1922/23 | Abteilung A                   | Abteilung A                   | Abteilung A                   | Abteilung A                   | Abteilung A                   | Abteilung A                   | Abteilung A                   | Abteilung A                   | Abteilung A                   | Abteilung A                   | Abteilung A                   | Abteilung A                   | Abteilung A                   | Abteilung A                   | Abteilung A                   | Abteilung B                   | Abteilung B                   | Abteilung B                   | Abteilung B                   | Abteilung B                   | Abteilung B                   | Abteilung B                   | Abteilung B                   | Abteilung B                   | Abteilung B                   | Abteilung B                   | Abteilung B                   | Abteilung B                   | Abteilung B                   | Abteilung B                   |
| 1923/24 | Abteilung A                   | Abteilung A                   | Abteilung A                   | Abteilung A                   | Abteilung A                   | Abteilung A                   | Abteilung A                   | Abteilung A                   | Abteilung A                   | Abteilung A                   | Abteilung B                   | Abteilung B                   | Abteilung B                   | Abteilung B                   | Abteilung B                   | Abteilung B                   | Abteilung B                   | Abteilung B                   | Abteilung B                   | Abteilung B                   | Abteilung C                   | Abteilung C                   | Abteilung C                   | Abteilung C                   | Abteilung C                   | Abteilung C                   | Abteilung C                   | Abteilung C                   | Abteilung C                   | Abteilung C                   |
| 1924/25 | Abteilung A                   | Abteilung A                   | Abteilung A                   | Abteilung A                   | Abteilung A                   | Abteilung A                   | Abteilung A                   | Abteilung A                   | Abteilung A                   | Abteilung A                   | Abteilung A                   | Abteilung A                   | Abteilung A                   | Abteilung A                   | Abteilung A                   | Abteilung B                   | Abteilung B                   | Abteilung B                   | Abteilung B                   | Abteilung B                   | Abteilung B                   | Abteilung B                   | Abteilung B                   | Abteilung B                   | Abteilung B                   | Abteilung B                   | Abteilung B                   | Abteilung B                   | Abteilung B                   | Abteilung B                   |
| 1925/26 | Bezirksklasse Niederschlesien | Bezirksklasse Niederschlesien | Bezirksklasse Niederschlesien | Bezirksklasse Niederschlesien | Bezirksklasse Niederschlesien | Bezirksklasse Niederschlesien | Bezirksklasse Niederschlesien | Bezirksklasse Niederschlesien | Bezirksklasse Niederschlesien | Bezirksklasse Niederschlesien | Bezirksklasse Niederschlesien | Bezirksklasse Niederschlesien | Bezirksklasse Niederschlesien | Bezirksklasse Niederschlesien | Bezirksklasse Niederschlesien | Bezirksklasse Niederschlesien | Bezirksklasse Niederschlesien | Bezirksklasse Niederschlesien | Bezirksklasse Niederschlesien | Bezirksklasse Niederschlesien | Bezirksklasse Niederschlesien | Bezirksklasse Niederschlesien | Bezirksklasse Niederschlesien | Bezirksklasse Niederschlesien | Bezirksklasse Niederschlesien | Bezirksklasse Niederschlesien | Bezirksklasse Niederschlesien | Bezirksklasse Niederschlesien | Bezirksklasse Niederschlesien | Bezirksklasse Niederschlesien |
| 1926/27 | Abteilung A                   | Abteilung A                   | Abteilung A                   | Abteilung A                   | Abteilung A                   | Abteilung A                   | Abteilung A                   | Abteilung A                   | Abteilung A                   | Abteilung A                   | Abteilung A                   | Abteilung A                   | Abteilung A                   | Abteilung A                   | Abteilung A                   | Abteilung B                   | Abteilung B                   | Abteilung B                   | Abteilung B                   | Abteilung B                   | Abteilung B                   | Abteilung B                   | Abteilung B                   | Abteilung B                   | Abteilung B                   | Abteilung B                   | Abteilung B                   | Abteilung B                   | Abteilung B                   | Abteilung B                   |
| 1927/28 | Bezirksklasse Niederschlesien | Bezirksklasse Niederschlesien | Bezirksklasse Niederschlesien | Bezirksklasse Niederschlesien | Bezirksklasse Niederschlesien | Bezirksklasse Niederschlesien | Bezirksklasse Niederschlesien | Bezirksklasse Niederschlesien | Bezirksklasse Niederschlesien | Bezirksklasse Niederschlesien | Bezirksklasse Niederschlesien | Bezirksklasse Niederschlesien | Bezirksklasse Niederschlesien | Bezirksklasse Niederschlesien | Bezirksklasse Niederschlesien | Bezirksklasse Niederschlesien | Bezirksklasse Niederschlesien | Bezirksklasse Niederschlesien | Bezirksklasse Niederschlesien | Bezirksklasse Niederschlesien | Bezirksklasse Niederschlesien | Bezirksklasse Niederschlesien | Bezirksklasse Niederschlesien | Bezirksklasse Niederschlesien | Bezirksklasse Niederschlesien | Bezirksklasse Niederschlesien | Bezirksklasse Niederschlesien | Bezirksklasse Niederschlesien | Bezirksklasse Niederschlesien | Bezirksklasse Niederschlesien |
| 1928/29 | Bezirksklasse Niederschlesien | Bezirksklasse Niederschlesien | Bezirksklasse Niederschlesien | Bezirksklasse Niederschlesien | Bezirksklasse Niederschlesien | Bezirksklasse Niederschlesien | Bezirksklasse Niederschlesien | Bezirksklasse Niederschlesien | Bezirksklasse Niederschlesien | Bezirksklasse Niederschlesien | Bezirksklasse Niederschlesien | Bezirksklasse Niederschlesien | Bezirksklasse Niederschlesien | Bezirksklasse Niederschlesien | Bezirksklasse Niederschlesien | Bezirksklasse Niederschlesien | Bezirksklasse Niederschlesien | Bezirksklasse Niederschlesien | Bezirksklasse Niederschlesien | Bezirksklasse Niederschlesien | Bezirksklasse Niederschlesien | Bezirksklasse Niederschlesien | Bezirksklasse Niederschlesien | Bezirksklasse Niederschlesien | Bezirksklasse Niederschlesien | Bezirksklasse Niederschlesien | Bezirksklasse Niederschlesien | Bezirksklasse Niederschlesien | Bezirksklasse Niederschlesien | Bezirksklasse Niederschlesien |
| 1929/30 | Bezirksklasse Niederschlesien | Bezirksklasse Niederschlesien | Bezirksklasse Niederschlesien | Bezirksklasse Niederschlesien | Bezirksklasse Niederschlesien | Bezirksklasse Niederschlesien | Bezirksklasse Niederschlesien | Bezirksklasse Niederschlesien | Bezirksklasse Niederschlesien | Bezirksklasse Niederschlesien | Bezirksklasse Niederschlesien | Bezirksklasse Niederschlesien | Bezirksklasse Niederschlesien | Bezirksklasse Niederschlesien | Bezirksklasse Niederschlesien | Bezirksklasse Niederschlesien | Bezirksklasse Niederschlesien | Bezirksklasse Niederschlesien | Bezirksklasse Niederschlesien | Bezirksklasse Niederschlesien | Bezirksklasse Niederschlesien | Bezirksklasse Niederschlesien | Bezirksklasse Niederschlesien | Bezirksklasse Niederschlesien | Bezirksklasse Niederschlesien | Bezirksklasse Niederschlesien | Bezirksklasse Niederschlesien | Bezirksklasse Niederschlesien | Bezirksklasse Niederschlesien | Bezirksklasse Niederschlesien |
| 1930/31 | Bezirksklasse Niederschlesien | Bezirksklasse Niederschlesien | Bezirksklasse Niederschlesien | Bezirksklasse Niederschlesien | Bezirksklasse Niederschlesien | Bezirksklasse Niederschlesien | Bezirksklasse Niederschlesien | Bezirksklasse Niederschlesien | Bezirksklasse Niederschlesien | Bezirksklasse Niederschlesien | Bezirksklasse Niederschlesien | Bezirksklasse Niederschlesien | Bezirksklasse Niederschlesien | Bezirksklasse Niederschlesien | Bezirksklasse Niederschlesien | Bezirksklasse Niederschlesien | Bezirksklasse Niederschlesien | Bezirksklasse Niederschlesien | Bezirksklasse Niederschlesien | Bezirksklasse Niederschlesien | Bezirksklasse Niederschlesien | Bezirksklasse Niederschlesien | Bezirksklasse Niederschlesien | Bezirksklasse Niederschlesien | Bezirksklasse Niederschlesien | Bezirksklasse Niederschlesien | Bezirksklasse Niederschlesien | Bezirksklasse Niederschlesien | Bezirksklasse Niederschlesien | Bezirksklasse Niederschlesien |
| 1931/32 | Bezirksklasse Niederschlesien | Bezirksklasse Niederschlesien | Bezirksklasse Niederschlesien | Bezirksklasse Niederschlesien | Bezirksklasse Niederschlesien | Bezirksklasse Niederschlesien | Bezirksklasse Niederschlesien | Bezirksklasse Niederschlesien | Bezirksklasse Niederschlesien | Bezirksklasse Niederschlesien | Bezirksklasse Niederschlesien | Bezirksklasse Niederschlesien | Bezirksklasse Niederschlesien | Bezirksklasse Niederschlesien | Bezirksklasse Niederschlesien | Bezirksklasse Niederschlesien | Bezirksklasse Niederschlesien | Bezirksklasse Niederschlesien | Bezirksklasse Niederschlesien | Bezirksklasse Niederschlesien | Bezirksklasse Niederschlesien | Bezirksklasse Niederschlesien | Bezirksklasse Niederschlesien | Bezirksklasse Niederschlesien | Bezirksklasse Niederschlesien | Bezirksklasse Niederschlesien | Bezirksklasse Niederschlesien | Bezirksklasse Niederschlesien | Bezirksklasse Niederschlesien | Bezirksklasse Niederschlesien |
| 1932/33 | Bezirksklasse Niederschlesien | Bezirksklasse Niederschlesien | Bezirksklasse Niederschlesien | Bezirksklasse Niederschlesien | Bezirksklasse Niederschlesien | Bezirksklasse Niederschlesien | Bezirksklasse Niederschlesien | Bezirksklasse Niederschlesien | Bezirksklasse Niederschlesien | Bezirksklasse Niederschlesien | Bezirksklasse Niederschlesien | Bezirksklasse Niederschlesien | Bezirksklasse Niederschlesien | Bezirksklasse Niederschlesien | Bezirksklasse Niederschlesien | Bezirksklasse Niederschlesien | Bezirksklasse Niederschlesien | Bezirksklasse Niederschlesien | Bezirksklasse Niederschlesien | Bezirksklasse Niederschlesien | Bezirksklasse Niederschlesien | Bezirksklasse Niederschlesien | Bezirksklasse Niederschlesien | Bezirksklasse Niederschlesien | Bezirksklasse Niederschlesien | Bezirksklasse Niederschlesien | Bezirksklasse Niederschlesien | Bezirksklasse Niederschlesien | Bezirksklasse Niederschlesien | Bezirksklasse Niederschlesien |

|  | Eingleisige Liga  |
|  | Mehrgleisige Liga |

## Niederschlesischer Meister 1907–1933
| Saison  | Niederschlesischer Meister | Abschneiden südost- deutsche Meisterschaft | Südostdeutscher Meister           |
| ------- | -------------------------- | ------------------------------------------ | --------------------------------- |
| 1906/07 | ATV Liegnitz               | Halbfinale                                 | SC Schlesien Breslau              |
| 1907/08 | ATV Liegnitz               | Halbfinale                                 | VfR 1897 Breslau                  |
| 1908/09 | ATV Liegnitz               | Halbfinale                                 | SC Alemannia Cottbus              |
| 1909/10 | ATV Liegnitz               | Vorrunde                                   | VfR 1897 Breslau                  |
| 1910/11 | ATV Liegnitz               | Vorrunde                                   | FC Askania Forst                  |
| 1911/12 | ATV Liegnitz               | Gewinner                                   | ATV Liegnitz                      |
| 1912/13 | ATV Liegnitz               | Vorrunde                                   | FC Askania Forst                  |
| 1913/14 | ATV Liegnitz               | Vorrunde                                   | FC Askania Forst                  |
| 1919/20 | ATV Liegnitz               | Vorrunde                                   | Vereinigte Breslauer Sportfreunde |
| 1920/21 | ATV Liegnitz               | Halbfinale                                 | Vereinigte Breslauer Sportfreunde |
| 1921/22 | FV 1920 Züllichau          | Fünfter                                    | Vereinigte Breslauer Sportfreunde |
| 1922/23 | ATV Liegnitz               | Vierter                                    | Vereinigte Breslauer Sportfreunde |
| 1923/24 | SC Jauer                   | Dritter                                    | Vereinigte Breslauer Sportfreunde |
| 1924/25 | SpVgg Schupo Liegnitz      | Sechster                                   | FC Viktoria Forst                 |
| 1925/26 | SpVgg 1896 Liegnitz        | Sechster                                   | Breslauer SC 08                   |
| 1926/27 | VfB Liegnitz               | Sechster                                   | Vereinigte Breslauer Sportfreunde |
| 1927/28 | VfB Liegnitz               | Sechster                                   | Breslauer SC 08                   |
| 1928/29 | VfB Liegnitz               | Dritter (Verliererstaffel)                 | SC Preußen Zaborze                |
| 1929/30 | VfB Liegnitz               | Zweiter (Verliererstaffel)                 | Beuthener SuSV 09                 |
| 1930/31 | VfB Liegnitz               | Vizemeister A                              | Beuthener SuSV 09                 |
| 1931/32 | VfB Liegnitz               | Erster (Verliererstaffel)                  | Beuthener SuSV 09                 |
| 1932/33 | VfB Liegnitz               | Fünfter (Verliererstaffel)                 | Beuthener SuSV 09                 |

## Niederschlesische Vizemeister 1930–1933
| Jahr    | Niederschlesischer Vizemeister     | Abschneiden südost- deutsche Meisterschaft | Südostdeutscher Meister |
| ------- | ---------------------------------- | ------------------------------------------ | ----------------------- |
| 1929/30 | SC Preußen 1911 Glogau             | Dritter (Verliererstaffel)                 | Beuthener SuSV 09       |
| 1930/31 | SC Preußen 1911 Glogau             | Fünfter (Verliererstaffel)                 | Beuthener SuSV 09       |
| 1931/32 | Vereinigte Grünberger Sportfreunde | Dritter (Verliererstaffel)                 | Beuthener SuSV 09       |
| 1932/33 | SC Jauer                           | Zweiter (Verliererstaffel)                 | Beuthener SuSV 09       |

## Rekordmeister
Niederschlesischer Rekordmeister ist der ATV Liegnitz, der den Titel 11-mal gewinnen konnte.
|  | Verein                | Titel | Jahr                                                             |
|  | --------------------- | ----- | ---------------------------------------------------------------- |
|  | ATV Liegnitz          | 11    | 1907, 1908, 1909, 1910, 1911, 1912, 1913, 1914, 1920, 1921, 1923 |
|  | VfB Liegnitz          | 7     | 1927, 1928, 1929, 1930, 1931, 1932, 1933                         |
|  | FV 1920 Züllichau     | 1     | 1922                                                             |
|  | SC Jauer              | 1     | 1924                                                             |
|  | SpVgg Schupo Liegnitz | 1     | 1925                                                             |
|  | SpVgg 1896 Liegnitz   | 1     | 1926                                                             |